# Mistrzostwa Litwy w piłce siatkowej mężczyzn
Mistrzostwa Litwy w piłce siatkowej mężczyzn – cykliczne, krajowe rozgrywki sportowe, organizowane od 1990 r. przez Litewski Związek Piłki Siatkowej (Lietuvos tinklinio federacija), mające na celu wyłonienie najlepszego siatkarskiego zespołu na Litwie.
W latach 1935–1939 odbywały się mistrzostwa Kowna, których zwycięzcy uznawani są za mistrzów Litwy. W latach 1947–1990 organizowano mistrzostwa Litewskiej SRR.
Obecnie mistrzostwa Litwy organizowane są pod oficjalną nazwą TOP SPORT Lietuvos vyrų tinklinio čempionatas.

## Mistrzowie

### Mistrzostwa Kowna
| Rok  | Mistrz              |
| ---- | ------------------- |
| 1935 | LFLS Kowno          |
| 1936 | CJSO Kowno          |
| 1937 | CJSO Kowno          |
| 1938 | CJSO Kowno          |
| 1939 | przerwane w trakcie |

### Mistrzostwa Litewskiej SRR
| Rok  | Mistrz         |
| ---- | -------------- |
| 1947 | Dinamo Wilno   |
| 1948 | Dinamo Wilno   |
| 1949 | Dinamo Wilno   |
| 1950 | Dinamo Wilno   |
| 1951 | Dinamo Kowno   |
| 1952 | Žalgiris Kowno |
| 1953 | Žalgiris Kowno |
| 1954 | Žalgiris Kowno |
| 1955 | Žalgiris Kowno |
| 1956 | Kowno          |
| 1957 | KPI Kowno      |
| 1958 | KKI Kowno      |
| 1959 | Kowno          |
| 1960 | Dinamo Wilno   |
| 1961 | Dinamo Wilno   |
| 1962 | VĮD Kowno      |
| 1963 | Dinamo Wilno   |
| 1964 | Dinamo Wilno   |
| 1965 | Sakalas Kowno  |
| 1966 | Sakalas Kowno  |
| 1967 | Dinamo Wilno   |
| 1968 | Sakalas Kowno  |

| Rok  | Mistrz               |
| ---- | -------------------- |
| 1969 | Kuro aparatūra Wilno |
| 1970 | Šilkas Kowno         |
| 1971 | Statyba Wilno        |
| 1972 | Precizika Wilno      |
| 1973 | Nemuno rinktinė      |
| 1974 | Kuro aparatūra Wilno |
| 1975 | Kuro aparatūra Wilno |
| 1976 | Kuro aparatūra Wilno |
| 1977 | Kuro aparatūra Wilno |
| 1978 | Kuro aparatūra Wilno |
| 1979 | Kuro aparatūra Wilno |
| 1980 | Mokslas Wilno        |
| 1981 | Mokslas Wilno        |
| 1982 | Mokslas Wilno        |
| 1983 | Šviesa Wilno         |
| 1984 | Šviesa Wilno         |
| 1985 | Šviesa Wilno         |
| 1986 | Šviesa Wilno         |
| 1987 | Šviesa Wilno         |
| 1988 | Šviesa Wilno         |
| 1989 | Šviesa Wilno         |
| 1990 | Šviesa Wilno         |

### Mistrzostwa Litwy
| Sezon     | 1. miejsce                                                   | 2. miejsce                                                   | 3. miejsce                                                   |
| --------- | ------------------------------------------------------------ | ------------------------------------------------------------ | ------------------------------------------------------------ |
| 1990/1991 | VTK Wilno                                                    |                                                              |                                                              |
| 1991/1992 | VTK-Vilkas Wilno                                             |                                                              |                                                              |
| 1992/1993 | Morena Wilno                                                 |                                                              |                                                              |
| 1993/1994 | Lamaringas Wilno                                             |                                                              |                                                              |
| 1994/1995 | Lamaringas Wilno                                             |                                                              |                                                              |
| 1995/1996 | Justė ir Ko Wilno                                            |                                                              |                                                              |
| 1996/1997 | Šviesa Wilno                                                 |                                                              |                                                              |
| 1997/1998 | VPU Wilno                                                    |                                                              |                                                              |
| 1998/1999 | VPU Wilno                                                    |                                                              | Agrotech Kelmė                                               |
| 1999/2000 | Elga Startas                                                 | Agrotech Kelmė                                               |                                                              |
| 2000/2001 | Kontaktas Wilno                                              |                                                              |                                                              |
| 2001/2002 | Kontaktas Wilno                                              |                                                              | Agrotech Kelmė                                               |
| 2002/2003 | Kontaktas Wilno                                              |                                                              | Antivis Tytuvėnai                                            |
| 2003/2004 | Oklikema Wilno                                               | Antivis Tytuvėnai                                            | Elga Startas                                                 |
| 2004/2005 | Antivis Kelmė                                                |                                                              |                                                              |
| 2005/2006 | Naujoji Agluona                                              | Antivis Kelmė                                                |                                                              |
| 2006/2007 | Oklikema Wilno                                               | Isto-VU SM Tauras                                            | Antivis Kelmė                                                |
| 2007/2008 | Isto SM Tauras                                               | Oklikema Wilno                                               | Antivis Kelmė                                                |
| 2008/2009 | Flamingo Volley                                              | Antivis Kelmė                                                | Oklikema Wilno                                               |
| 2009/2010 | Elga Startas                                                 | Panevėžys KKSC                                               | Antivis-Etovis Kelmė                                         |
| 2010/2011 | Flamingo Volley                                              | VGTU/MRU                                                     | Elga Startas                                                 |
| 2011/2012 | Flamingo Volley/SM Tauras                                    | Elga-Master Idea                                             | VGTU                                                         |
| 2012/2013 | Antivis-Etovis Kelmė                                         | Flamingo Volley/SM Tauras                                    | Elga-Master Idea                                             |
| 2013/2014 | Elga-Master Idea SM Dubysa                                   | Antivis-Etovis Kelmė                                         | Flamingo Volley/SM Tauras                                    |
| 2014/2015 | Sūduva Mariampol                                             | Elga-Master Idea SM Dubysa                                   | Norvelita Raseiniai                                          |
| 2015/2016 | Flamingo Volley/SM Tauras                                    | Elga-Master Idea SM Dubysa                                   | Norvelita Raseiniai                                          |
| 2016/2017 | Vilniaus Kolegija/Flamingo Volley                            | Elga-Master Idea SM Dubysa                                   | Norvelita Raseiniai                                          |
| 2017/2018 | Sūduva Mariampol                                             | Etovis Kelmė                                                 | Norvelita Raseiniai                                          |
| 2018/2019 | Amber Queen Kłajpeda                                         | Etovis Kelmė                                                 | RIO-Startas Kowno                                            |
| 2019/2020 | Ze względu na pandemię COVID-19 rozgrywki zostały przerwane. | Ze względu na pandemię COVID-19 rozgrywki zostały przerwane. | Ze względu na pandemię COVID-19 rozgrywki zostały przerwane. |
| 2020/2021 | Amber-Arlanga Gorżdy                                         | RIO-Startas Kowno                                            | Elga-Master Idea SM Dubysa                                   |
| 2021/2022 | Amber-Arlanga Gorżdy                                         | Sūduva Mariampol                                             | RIO-Startas Kowno                                            |
| 2022/2023 | Elga-Grafaitė-SC Dubysa                                      | Amber-Arlanga Gorżdy                                         | Etovis Kelmė                                                 |
| 2023/2024 | Amber Volley Gorżdy                                          | Elga-Grafaitė-SC Dubysa                                      | Sūduva Mariampol                                             |
| 2024/2025 | Amber Volley Gorżdy                                          | Elga Grafaitė S-Sportas                                      | Vilniaus universitetas                                       |